# Associazione Calcio Siena 1941-1942
Questa voce raccoglie le informazioni riguardanti l'Associazione Calcio Siena nelle competizioni ufficiali della stagione 1941-1942.

## Rosa
| N. |                   | Ruolo | Calciatore           |
| -- | ----------------- | ----- | -------------------- |
|    | Italia (bandiera) | D     | Emilio Angeletti     |
|    | Italia (bandiera) |       | Brunero Baroncelli   |
|    | Italia (bandiera) |       | Giuseppe Bassetto    |
|    | Italia (bandiera) | A     | Giulio Becagli       |
|    | Italia (bandiera) | D     | Adolfo Bellucci      |
|    | Italia (bandiera) | A     | Gerardo Bernard      |
|    | Italia (bandiera) | D     | Antonio Biagini      |
|    | Italia (bandiera) | P     | Sergio Chellini      |
|    | Italia (bandiera) |       | Cosolo               |
|    | Italia (bandiera) | C     | Angelo Bruno Cortini |
|    | Italia (bandiera) | D     | Giorgio Da Costa     |
|    | Italia (bandiera) | A     | Aldo Dapas           |

| N. |                   | Ruolo | Calciatore          |
| -- | ----------------- | ----- | ------------------- |
|    | Italia (bandiera) | C     | Antonio Dei         |
|    | Italia (bandiera) | P     | Natale Erbinovi     |
|    | Italia (bandiera) | A     | Amelio Gambini      |
|    | Italia (bandiera) | D     | Alighiero Lorenzini |
|    | Italia (bandiera) | C     | Alberto Macchi      |
|    | Italia (bandiera) | D     | Gildo Montagner     |
|    | Italia (bandiera) | D     | Giorgio Nappini     |
|    | Italia (bandiera) | C     | Cesare Pellegatta   |
|    | Italia (bandiera) | A     | Mario Polack        |
|    | Italia (bandiera) | C     | Mario Semoli        |
|    | Italia (bandiera) | A     | Sergio Ulivieri     |
|    | Italia (bandiera) | P     | Duilio Zotti        |

## Statistiche

### Statistiche di squadra
| Competizione | Punti | In casa | In casa | In casa | In casa | In casa | In casa | In trasferta | In trasferta | In trasferta | In trasferta | In trasferta | In trasferta | Totale | Totale | Totale | Totale | Totale | Totale | DR  |
| Competizione | Punti | G       | V       | N       | P       | Gf      | Gs      | G            | V            | N            | P            | Gf           | Gs           | G      | V      | N      | P      | Gf     | Gs     | DR  |
| ------------ | ----- | ------- | ------- | ------- | ------- | ------- | ------- | ------------ | ------------ | ------------ | ------------ | ------------ | ------------ | ------ | ------ | ------ | ------ | ------ | ------ | --- |
| Serie B      | 29    | 17      | 9       | 2       | 6       | 23      | 20      | 17           | 2            | 5            | 10           | 11           | 26           | 34     | 11     | 7      | 16     | 34     | 46     | -12 |
| Coppa Italia |       | 1       | 0       | 0       | 1       | 1       | 2       | 0            | 0            | 0            | 0            | 0            | 0            | 1      | 0      | 0      | 1      | 1      | 2      | -1  |
| Totale       | -     | 18      | 9       | 2       | 7       | 24      | 22      | 17           | 2            | 5            | 10           | 11           | 26           | 35     | 11     | 7      | 17     | 35     | 48     | -13 |

### Statistiche dei giocatori
| Giocatore     | Serie B  | Serie B | Coppa Italia | Coppa Italia | Totale   | Totale |
| Giocatore     | Presenze | Reti    | Presenze     | Reti         | Presenze | Reti   |
| ------------- | -------- | ------- | ------------ | ------------ | -------- | ------ |
| E. Angeletti  | 1        | 0       | -            | -            | 1        | 0      |
| B. Baroncelli | 3        | 0       | -            | -            | 3        | 0      |
| G. Bassetto   | 5        | 0       | -            | -            | 5        | 0      |
| G. Becagli    | 28       | 2       | 1            | 0            | 29       | 2      |
| A. Bellucci   | 4        | 0       | -            | -            | 4        | 0      |
| G. Bernard    | 5        | 0       | -            | -            | 5        | 0      |
| A. Biagini    | 22       | 0       | -            | -            | 22       | 0      |
| S. Chellini   | 29       | -32     | 1            | -2           | 30       | -34    |
| A.B. Cortini  | 7        | 2       | -            | -            | 7        | 2      |
| Cosolo        | 3        | 0       | -            | -            | 3        | 0      |
| G. Da Costa   | 33       | 0       | 1            | 0            | 34       | 0      |
| A. Dapas      | 27       | 4       | 1            | 0            | 28       | 4      |
| A. Dei        | 19       | 0       | 1            | 0            | 20       | 0      |
| N. Erbinovi   | 2        | -4      | -            | -            | 2        | -4     |
| A. Gambini    | 28       | 12      | -            | -            | 28       | 12     |
| A. Lorenzini  | 5        | 0       | -            | -            | 5        | 0      |
| Lunghetti     | 0        | 0       | 1            | 0            | 1        | 0      |
| A. Macchi     | 4        | 0       | -            | -            | 4        | 0      |
| G. Montagner  | 21       | 0       | -            | -            | 21       | 0      |
| G. Nappini    | 1        | 0       | 1            | 0            | 2        | 0      |
| C. Pellegatta | 28       | 1       | 1            | 0            | 29       | 1      |
| M. Polack     | 33       | 5       | 1            | 0            | 34       | 5      |
| M. Semoli     | 33       | 0       | 1            | 0            | 34       | 0      |
| S. Ulivieri   | 30       | 8       | 1            | 1            | 31       | 9      |
| D. Zotti      | 3        | -10     | -            | -            | 3        | -10    |